# Pinakoteka ateńska

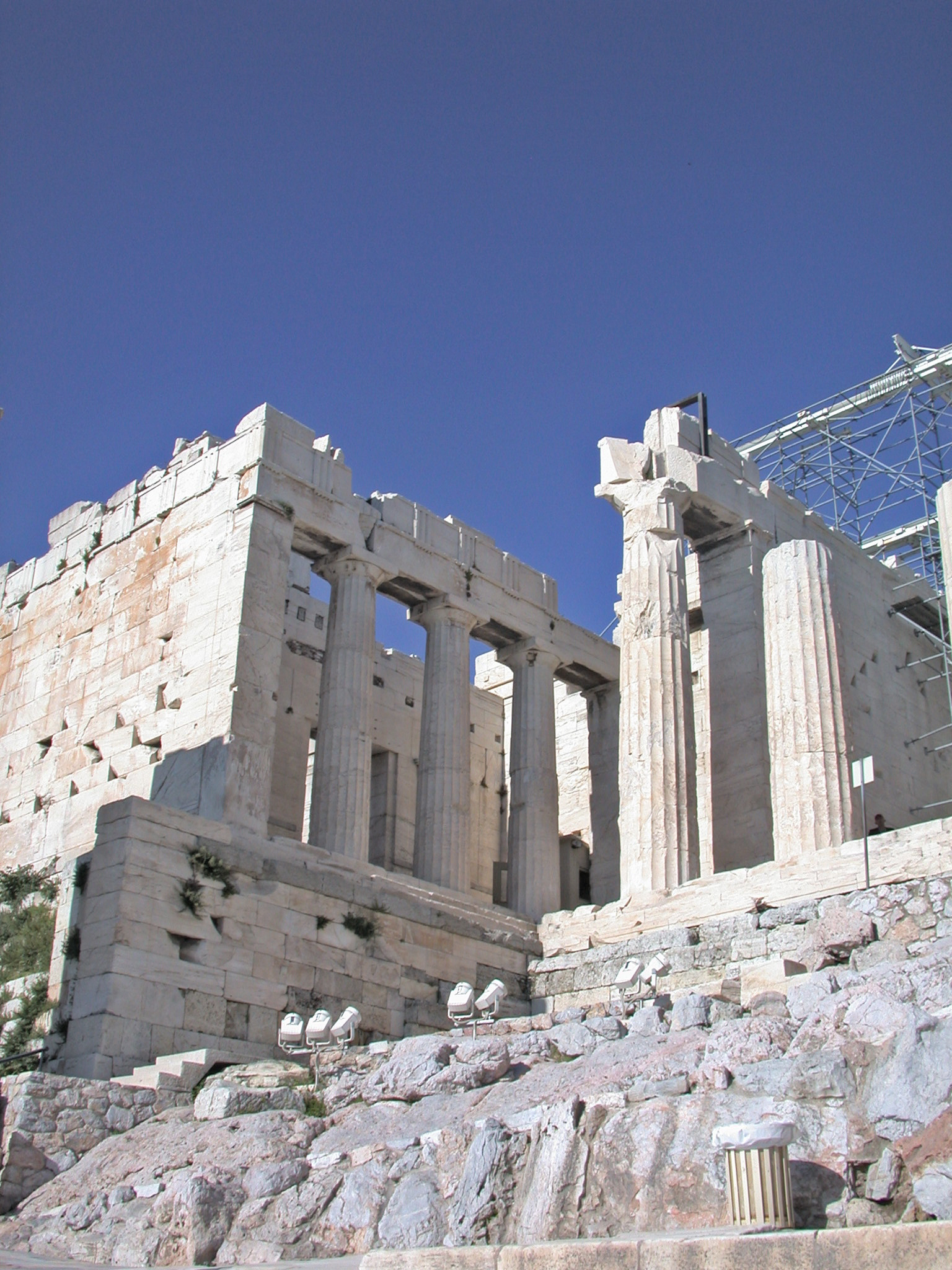
Północno-zachodnie skrzydło Propylejów

Pinakoteka ateńska – najsławniejsza i najstarsza pinakoteka starożytna, mieszcząca się w północno-zachodnim skrzydle Propylejów na ateńskim Akropolu, znana dziś głównie na podstawie skąpych źródeł pisanych.
Skrzydło to, stanowiące pomieszczenie dla ekspozycji obrazów, składało się z:
1. prostokątnej sali (10,76 × 8,96 m) wyposażonej w dwa otwory okienne po obu stronach wejścia celem lepszego oświetlenia,
2. poprzedzającego ją przedsionka z kolumnadą dorycką między antami.

Wystawione tam dzieła malarzy greckich, m.in. Polignota, Aglaofona, Timajnetosa i innych, były prawdopodobnie zarówno freskami, jak i malowidłami wykonanymi na płytach drewnianych, gipsowych i marmurowych.
Do osób, które miały okazję zwiedzić ateńską pinakotekę należeli m.in. Polemon na przełomie III i II wieku p.n.e. i Pauzaniasz w II wieku n.e.